# Шамсутдинов, Казбек
Казбек Шамсутдинов (1984, Новокаякент, Каякентский район, Дагестанская АССР, РСФСР, СССР) — российский и иорданский борец вольного стиля, призёр чемпионата России. Мастер спорта международного класса.

## Спортивная карьера
Занимался в спортивной школе махачкалинского «Динамо» у тренера Мухтарутдина Дадашевича Уцумиева. В ноябре 2005 года стал победителем турнира на призы Сослана Андиева во Владикавказе. В марте 2006 года стал бронзовым призёром турнира на призы Александра Медведя в Минске. В 2006 году стал бронзовым призёром чемпионата России в Нижневартовске. В январе 2007 года вошёл в состав сборной России на Гран-При Ивана Ярыгина в Красноярске. В октябре 2009 ода стал бронзовым призёром международного турнира на призы главы нефтеюганского района Владимира Семенова. В июле 2010 года неудачно выступил на Голден Гран-При в Баку. После чего стал выступать за Иорданию.

## Личная жизнь
Родился в селе Новокаякент, по национальности — кумык.

## Спортивные результаты на крупных турнирах
- Чемпионат России по вольной борьбе 2006 — ;